# Randy Newman (musikalbum)
Randy Newman är Randy Newmans självbetitlade debutalbum, lanserat 1968 på Reprise Records. Flera av låtarna på albumet hade tidigare spelats in av artister som Manfred Mann, Eric Burdon och Alan Price Set. Newmans debutalbum blev dock ingen försäljningsframgång och nådde inte placering på Billboard 200-listan. Skivan har getts ut med två olika konvolut. Kort efter att albumet kom ut på marknaden bytte man omslagsbild, och denna version av albumet är betydligt vanligare än den första.
Flera av låtarna sjöngs senare också in av Harry Nilsson på hans coveralbum Nilsson sings Newman 1970.

## Låtlista
1. "Love Story (You and Me)" – 3:20
2. "Bet No One Ever Hurt This Bad" – 2:00
3. "Living Without You" – 2:25
4. "So Long Dad" – 2:02
5. "I Think He's Hiding" – 3:04
6. "Linda" – 2:27
7. "Laughing Boy" – 1:55
8. "Cowboy" – 2:36
9. "Beehive State" – 1:50
10. "I Think It's Going to Rain Today" – 2:55
11. "Davy the Fat Boy" – 2:50